# Botswana Defence Force XI
Botswana Defence Force XI ist ein Fußballverein aus Gaborone, Botswana. Aktuell spielt der Verein in der höchsten Liga des Landes, der Botswana Premier League.

## Geschichte
Der Verein wurde 1978 gegründet und stieg schnell in die Botswana Premier League auf. Seitdem gehört er zu den Topvereinen des Landes. Mit aktuell sieben nationalen Meisterschaften und drei Pokalsiegen konnte er sich mehrmals für die afrikanischen Wettbewerbe qualifizieren. Dort schied er meistens in der ersten Spielrunde aus. Betreiber des Vereins ist die Botswana Defence Force.

## Stadion
Er trägt seine Heimspiele im SSKB Stadium aus.

## Erfolge
- Botswanischer Meister: 1981, 1988, 1989, 1991, 1997, 2002, 2004
- Botswanischer Pokalsieger: 1989, 1998, 2004

## Statistik in den CAF-Wettbewerben
| Wettbewerb                          | Runde         | Gegner                       | Hinspiel | Rückspiel |  |
| ----------------------------------- | ------------- | ---------------------------- | -------- | --------- |  |
|                                     |               |                              |          |           |  |
| African Cup of Champions Clubs 1982 | 1. Runde      | Dynamos Harare               | 2:2 (A)  | 1:2 (H)   |  |
| African Cup of Champions Clubs 1989 | Qualifikation | Matlama FC                   | 1:0 (A)  | 4:1 (H)   |  |
|                                     | 1. Runde      | Nkana FC                     | 1:4 (A)  | 1:1 (H)   |  |
| African Cup of Champions Clubs 1990 | Qualifikation | AS Sotema                    | 0:1 (A)  | 2:1 (H)   |  |
| African Cup Winners’ Cup 1999       | Qualifikation | FC Djivan                    | 0:0 (A)  | 3:1 (H)   |  |
|                                     | 1. Runde      | Orlando Pirates              | 0:6 (A)  | 1:3 (H)   |  |
| CAF Cup 2002                        | 1. Runde      | Kabwe Warriors               | n. a.    | n. a.     |  |
|                                     | 2. Runde      | al-Masry                     | 4:2 (H)  | 0:2 (A)   |  |
| CAF Champions League 2003           | Qualifikation | Simba SC                     | 0:1 (A)  | 1:3 (H)   |  |
| CAF Confederation Cup 2005          | Qualifikation | Atlético Petróleos do Namibe | 3:1 (H)  | 1:1 (A)   |  |
|                                     | 1. Runde      | FC Saint Eloi Lupopo         | 1:0 (H)  | 0:2 (A)   |  |
| CAF Confederation Cup 2015          | Qualifikation | Young Africans SC            | 0:2 (A)  | 2:1 (H)   |  |

- 2002: Der Verein Kabwe Warriors zog seine Mannschaft nach der Auslosung zurück.